# Aphelandra aurantiaca
Aphelandra aurantiaca  es una especie de  subarbusto, perteneciente a la  familia de las  acantáceas,  es originaria de América. 

## Descripción
Son subarbustos o arbustos que alcanzan hasta 1 m de alto. Las hojas son elípticas a ovadas, de 8–28 cm de largo y 2.5–12.5 cm de ancho, con los márgenes enteros; y pecíolos de hasta 1 cm de largo. Tiene espigas de hasta 17 cm de largo, mayormente terminales, las brácteas imbricadas, elípticas a ovadas, de 25–30 mm de largo y 7.5–10 mm de ancho, márgenes serrado-glandulares, sin nectarios; los sépalos 10 mm de largo, puberulentos, el posterior oblongo, 2.5 mm de ancho, con 3 dientes apicales, los otros 1 mm de ancho; corola 50–60 mm de largo, roja, rojo-anaranjada o escarlata; estambres exertos. Frutos claviformes, ca 16 mm de largo, esparcidamente pubescentes.

## Distribución y hábitat
Es una especie rara, que se encuentra en las orillas de caminos y áreas abiertas en las pluvioselvas, desde México a Bolivia.

## Taxonomía
Aphelandra aurantiaca fue descrita por (Scheidw.) Lindl. y publicado en Edwards's Botanical Register 31: pl. 12. 1845.
Sinonimia
- Aphelandra acutifolia Nees
- Aphelandra bullata H.Wendl.
- Aphelandra fascinator Linden & André
- Aphelandra glischrochlamys Leonard
- Aphelandra leiophylla Leonard
- Aphelandra lonchochlamys Leonard
- Aphelandra nana Leonard
- Aphelandra paraensis Lindau
- Aphelandra phalacra Leonard
- Aphelandra repanda Nees
- Aphelandra roezlei (Van Houtte) Carrière
- Aphelandra sciophila Mart. ex Nees
- Aphelandra simplex Lindau
- Aphelandra uribei Leonard
- Harrachia repanda Mart. ex Nees
- Hemisandra aurantiaca Scheidw.
- Ruellia quadrangularis Vell.[2][3]

var. aurantiaca
- Aphelandra acutifolia Ruiz & Pav.

var. nitens (Hook.) Wassh.
- Aphelandra nitens Hook.f.
- Aphelandra nitens var. sinitzini (Linden) E.Fourn.
- Aphelandra sinitzini Linden
- Aphelandra tarapotensis Linden ex Rafarin